# Смальтин

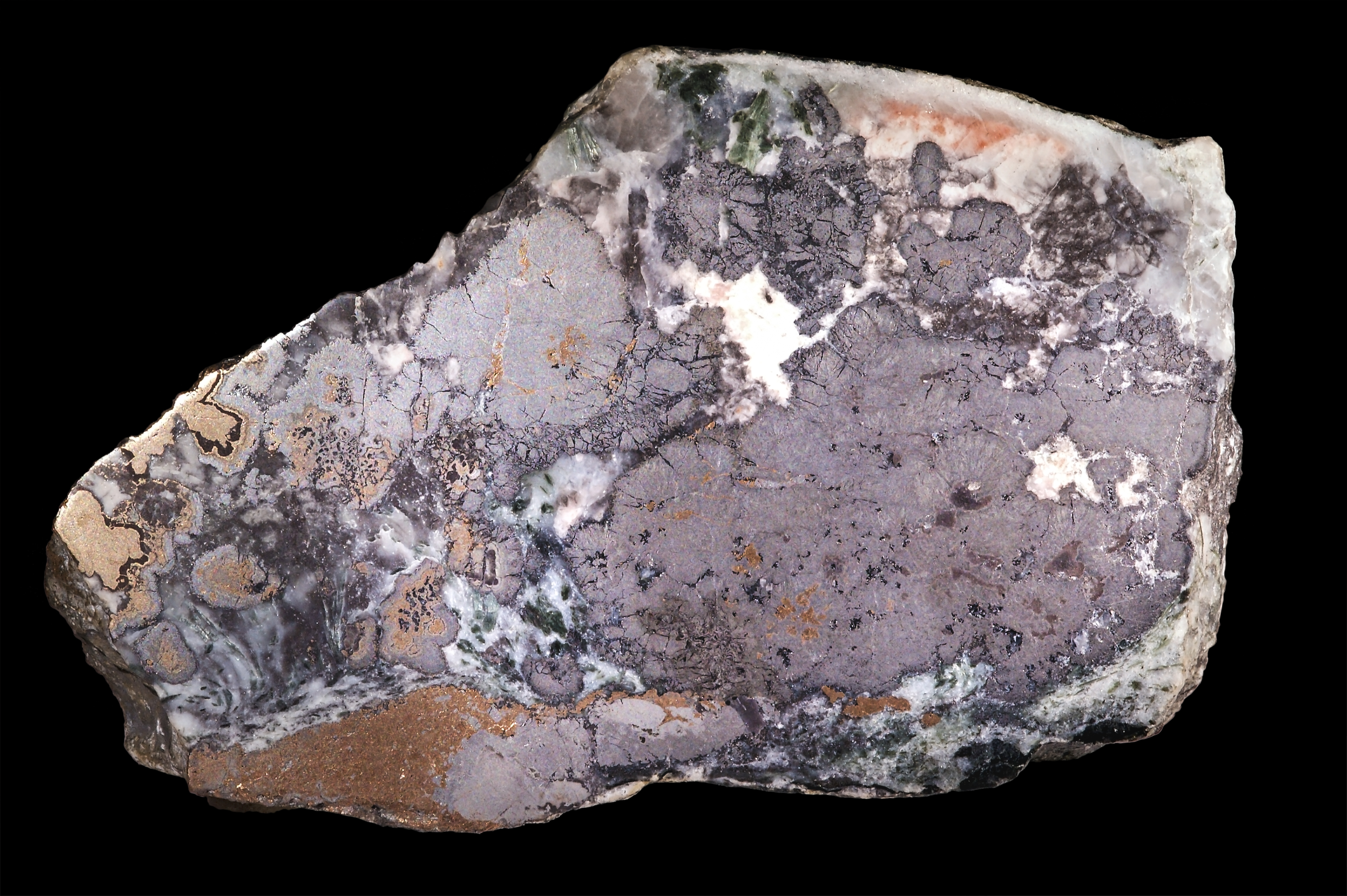
Смальтин, Онтаріо

Смальтин, смальтит — мінерал, арсенід нікелю.
Назва походить від італ. smalto — синя кобальтова фарба (F.S.Beudant, 1832). Названо F. S. Beuandant в 1832 році, оскільки мінерал був використаний при приготуванні смальти для виготовлення порцеляни і скла блакитного кольору. Синоніми: шмальтит, шмальтин.

## Опис
Хімічна формула:
- 1. За «Fleischer's Glossary» (2004): (Co, Ni) As~1.9.
- 2. За «Горной энциклопедией»: (Co, Ni)4[As4-n]3.

Смальтин — ізоструктурний різновид скутерудиту з дефіцитом арсену. Утворює олов'яно-білі зернисті агрегати. Родовища г.ч. гідротермальні. Руда кобальту. Відрізняється від скутерудиту тим, що [As]4- частково заміщений [As2]4-. Таким чином, смальтин — це скутерудит з деяким дефіцитом арсену. Сингонія кубічна. Габітус кубічний, октаедричний, кубооктаедричний. Утворює двійники по (111). Спайність недосконала. Форми виділення: зернисті аґреґати. Густина 6,4-6,8. Тв. 5,5-6,0. Колір білий, сірий з металічним блиском. Зустрічається в гідротермальних Ni-Co i Ag-Ni-Co родовищах, рідше в Ag-Co-Ni-Bi-U, а також мідно- та залізорудних родовищах. Парагенетичні мінерали: хлоантит, скутерудит, ін. арсеніди. Сировина для одержання нікелю й кобальту.

## Різновиди
Розрізняють:
- смальтин бісмутовий (смальтин, що містить бісмут),
- смальтин залізний (різновид смальтину, що містить Fe3+).